# Зинфандель
Зинфандель (в советское время чаще Цинфандель, англ. Zinfandel, неформальное сокращение Zin), или Примитиво (итал. Primitivo) — сорт чёрного винограда, используемый для производства красных вин. До конца XX века преобладал в виноделии США. Служит основой для создания самых разнообразных вин — сухих, полусухих, полусладких, сладких, игристых. Потенциал выдержки (созревания) сортовых красных вин — высокий. 

## История
Относится к эколого-географической группе западноевропейских сортов винограда. В США носит название зинфандель, в Апулии — примитиво (что намекает на раннее созревание плодов), в Далмации (район Сплита) — црленак каштелански (Crljenak Kaštelanski).   
Тождество сортов «зинфандель» и «примитиво» было доказано ещё в 1972—1975 гг. Дженсис Робинсон сообщает, что благодаря генетическому исследованию в конце XX века удалось обнаружить центр геномного разнообразия сорта в районе хорватского Сплита, откуда, видимо, данный сорт винограда и был вывезен в Италию и в Америку. По данным Робинсон этот сорт был известен в Далмации с XV века под названием трибидраг, которое со временем практически вышло из употребления.
В Америке начала XIX века трибидраг ошибочно приняли за совершенно не похожий на него сорт Zierfandler или (по-венгерски) Tzinifándli, который возделывается в окрестностях Вены; отсюда и произошло нынешнее американское название сорта. Виноделы Калифорнии сделали ставку на зинфандель как на флагманский сорт винограда, и к концу XX века он считался «визитной карточкой» американского виноделия во всём мире.
В 1980-е годы Евросоюз отнёс примитиво к малоперспективным сортам ввиду склонности кустов разрастаться и давать избыточный урожай, а также их уязвимости к болезням. В результате площадь засаженных им в Европе площадей неуклонно сокращалась до тех пор, пока не стало широко известным его тождество с калифорнийским зинфанделем и, соответственно, способность давать моносортовые вина высшего качества. До этого почти весь урожай итальянского примитиво купажировался с другими сортами.

## Сельскохозяйственные характеристики
Сила роста лозы высокая. Лист средний, пятилопастный, глубоко прорезанный, лопасти листа часто перекрывают друг друга. У листьев частичное опушение на нижней поверхности. Гроздь крупная, конической формы. Ягоды мелкие, округлые, тёмно-фиолетовые, на коротких плодоножках. Одной из особенностей является неравномерное вызревание ягод. Обладает чрезвычайным сахаронакоплением, в условиях Калифорнии может накапливать до 30 % сахара. Урожайность этого сорта винограда, как правило, высока. В Апулии не относится к сортам позднего периода созревания. Сорт средне устойчив против мильдью и оидиума. Неприхотлив в отношении почвы, но обилие тепла и солнца является важным для его выращивания.

## В виноделии
Несмотря на современное разнообразие стилистик, классическим красным винам из зинфанделя (примитиво) присущи густой, насыщенный цвет и выраженная структура («тельность»), что подразумевает высокое содержание танинов и алкоголя (часто выше 14 %). Дым, дуб, копчёности — так дегустаторы долгое время характеризовали калифорнийские красные вина (в том числе и на основе зинфанделя); подобное вино оптимально совмещать со стейком и другими мясными блюдами. 
В Италии на производстве вин из примитиво специализируется район города Мандурия на Салентинском побережье. Для моносепажных (односортовых) красных вин в 1974 году был введён аппелласьон (защищённая зона производства) Primitivo di Manduria DOC. В остальных районах Апулии традиционно распространены бленды (ассамбляжи) примитиво и негроамаро. С начала XXI века виноделы Апулии и Хорватии всё чаще делают выбор в пользу односортовых вин из примитиво. Также на южных берегах Адриатики можно встретить сладкие, десертные и креплёные вина на основе этого сорта.
С конца 1970-х годов бо́льшая часть американского урожая зинфанделя (главным образом с виноградников, потенциал которых ниже среднего) используется для производства полусладкого розового вина, именуемого White Zinfandel. По состоянию на 2006 год в США розового вина производилось в шесть раз больше, чем красного вина из данного винограда.